# Takahasi Rumiko
Takahasi Rumiko (高橋 留美子; Hepburn: Takahashi Rumiko; Niigata, 1957. október 10. –) japán mangaművész.
Gyerekkorában is szeretett rajzolni, azonban a manga iránt nem érdeklődött jobban, mint más, korabeli fiatalok. A középiskola alatt azonban ez a hobbi egyre erősebbé vált, és a Japan Women's University-n végzett tanulmányai alatt már jelentkezett a Gekiga Sonjuku mangaiskolába, melyet az akkor már nagyon híres Koike Kazuo vezetett. Takahasi két évig tanult Koike iskolájában, aki a legnagyobb hangsúlyt az egyedi és érdekes karakterek kialakítására fektette.
1976-ban, Takahasi végre hasznát is látta az iskolának, amikor a Japan Women's University Manga Club tagjaként publikált rövid történeteket, mint a Bye-Bye Road. A karrierje korai éveiben meg kellett hoznia a nehéz döntést, állást vállal, vagy manga-művészként próbál megélni. Ha a mangát választja, de nem lesz sikeres, később, pár évvel idősebben már nehéz lesz elhelyezkednie. Szülei természetesen ellenezték a bizonytalan pályát, ő azonban mégis azt választotta.
A munkái felkeltették a Shogakukan kiadó figyelmét, és felkérték egy történet publikálására egyik magazinjukban, a Shounen Sunday-ben, ez Katte Na Jacura  (勝手なやつら; Hepburn: Katte na Yatsura)  című műve volt. Ez a magazin lett aztán a hely, melyet Takahasi azóta is az otthonának nevez. Első profi munkája, az "Azok az önző idegenek" elnyerte a "Legjobb új művész" díját, és megnyitotta előtte az utat az első sorozatához. Így 1980-ban belekezdhetett a mára klasszikus alapműbe, az Uruszei Jacurába, melyen 1987-ig dolgozott.
Bár az Uruszei Jacura (うる星やつら; Hepburn: Urusei Yatsura) sikeres volt, a kezdő manga-művésznek nem volt könnyű az élete. Két asszisztensével együtt lakott egy apró lakásban, gyakran a szekrényben aludt és ramenen élt. Ezek az idők érlelték meg benne a Maison Ikkoku ötletét, mely máig is Takahasi leghétköznapibb, ugyanakkor legfelnőttebb munkája.
1995. július 6-án ünnepelték Takahasi Rumiko százmilliomodik eladott könyvét, a Ranma ½ 34. kötetét. Az új évezredben Takahasi még mindig tele van alkotóvággyal, nem ment férjhez, és alapított családot, hanem követi az utat, melyre fiatalon lépett.

## Művei
| Megjelenési év   | Cím                                                                 | Japán kiadó | Angol kiadó |
| ---------------- | ------------------------------------------------------------------- | ----------- | ----------- |
| 1978–1987        | Uruszei Jacura (うる星やつら; Hepburn: Urusei Yatsura)              | Shogakukan  | Viz Media   |
| 1980–1987        | Maison Ikkoku (めぞん一刻)                                          | Shogakukan  | Viz Media   |
| 1984–1994        | Mermaid Saga (人魚シリーズ)                                         | Shogakukan  | Viz Media   |
| 1987–1996        | Ranma ½ (らんま1/2)                                                 | Shogakukan  | Viz Media   |
| 1987–2007        | Icsi-Pondo no Fukuin (1ポンドの福音; Hepburn: Ichi-Pondo no Fukuin) | Shogakukan  | Viz Media   |
| 1987–folyamatban | Rumic Theater (高橋留美子劇場)                                      | Shogakukan  | Viz Media   |
| 1996–2008        | InuYasha (犬夜叉)                                                   | Shogakukan  | Viz Media   |
| 2009–folyamatban | Kjókai no Rinne (境界のRINNE; Hepburn: Kyōkai no Rinne)             | Shogakukan  | Viz Media   |